# Mamadou Sakho
Mamadou Sakho, född 13 februari 1990 i Paris, är en fransk fotbollsspelare av senegalesiskt ursprung.
Den 31 augusti 2017 värvades Sakho av Crystal Palace för 26 miljoner pund, där han skrev på ett fyraårskontrakt.
Den 27 juli 2021 värvades Sakho av den franska klubben Montpellier.

## Landslagskarriär
Mamadou Sakho var lagkapten för Frankrikes U17-landslag i U17-VM i fotboll 2007 som hölls i Sydkorea och ledde laget till kvartsfinal där de förlorade mot Spanien på straffar.